# Биомедицинская технология
Биомедици́нская техноло́гия — комплексная процедура, направленная на создание новых биологических объектов и их продуктов, способных вызывать определенный диагностический, лечебный или профилактический эффект при применении в медицинской практике. Уже разработаны и проходят клинические испытания новые методы диагностики и лечения ряда тяжелых и социально значимых заболеваний, основанные на применении следующих биомедицинских технологий: терапия стволовыми клетками и клеточными продуктами (лечение аутоиммунных заболеваний, диабета 2 типа, инфаркта, травм спинного мозга); генетическая диагностика (определение предрасположенности, донозологическое тестирование, подбор лекарственной терапии); генная терапия (лечение иммунодефицитов, муковисцидоза, болезни Гоше, некоторых форм рака и СПИДа). Отмечается серьёзный прогресс в лечении болезни Паркинсона.
В Российской Федерации научно-исследовательскими организациями Минздравсоцразвития России, РАМН, РАН и ФМБА России проводятся исследования по разработке методов клеточной и генной терапии при лечении некоторых онкологических заболеваний (лимфом, миелом, лейкемии), аутоиммунных заболеваний (множественного склероза, волчанки, ревматоидного артрита, склеродермита, болезни Крона), серповидно-клеточной анемии, иммунодефицитных состояний, повреждений роговицы, инсульта, инфаркта, болезни Паркинсона, язвы желудка и 12-ти перстной кишки, травм спинного мозга, терапии печеночной недостаточности. Разработана технология лечения радиационных поражений кожи с применением мезенхимальных стволовых клеток. Кроме того, в отечественную практику здравоохранения активно внедряется методический арсенал персонифицированной медицины, основанный на подборе индивидуальных норм и способов лечения с учетом генетического профиля пациента. Это предполагает персональное планирование здоровья, индивидуальный выбор методов профилактики, обнаружения и лечения заболеваний, а также выявление индивидуальной подверженности профессиональным и средовым факторам риска. Отдельным направлением персонифицированной медицины является фармакогеномика — клиническая и научная дисциплина, изучающая индивидуальную генетическую предрасположенность для выбора оптимальной лекарственной терапии.

## Законодательство
В отличие от зарубежных стран, в нашей стране разработка и внедрение биомедицинских технологий в значительной мере сдерживается в связи с отсутствием нормативной базы.
В настоящее время порядок разработки и применения биомедицинских технологий косвенно регулируется:
- Приказом Минздрава РФ «Об организации выдачи разрешений на применение медицинских технологий»
- Приказом Минздрава РФ «О развитии клеточных технологий в Российской Федерации»
- Временной инструкцией о порядке исследований в области клеточных технологий и их использования в учреждениях здравоохранения
- Указанием МЗ РФ «О признании утратившими силу документов о клеточных препаратах»
- Приказом МЗ РФ «О создании Экспертного Совета по рассмотрению научных исследований в области развития клеточных технологий и внедрению их в практическое здравоохранение»
- Законом РФ «О временном запрете на клонирование человека»
- Кодексом врачебной этики
- Этическим кодексом Российского врача
- Приказом МЗ РФ № 301 от 28 декабря 1993 г., разрешающим практику искусственной фертилизации
- ФЗ от 23.06.2016 №180-ФЗ "О биомедицинских клеточных продуктах"[7]
- Законом РФ «О трансплантации органов и (или) тканей человека»

В настоящее время Минздравсоцразвития России разрабатывает федеральный закон «О применении биомедицинских технологий в медицинской практике», который вызвал диссонанс мнений медицинской общественности

## Виды биомедицинских технологий
- Клеточная терапия — биомедицинская технология, основанная на использовании стволовых клеток или их продуктов (en:Stem cell treatments)
- Генетическая диагностика — биомедицинская технология, позволяющая определить наличие наследственных заболеваний, вероятность их носительства; осуществлять предиктивную диагностику и определять предрасположенность к некоторым заболеваниям; осуществлять генетически обоснованный выбор средств лекарственной терапии
- Генная терапия — биомедицинская технология, использующая методы генной инженерии в медицинской практике
- Биоинформатика — биомедицинская технология, позволяющая изучать биологические процессы in silico
- Биоинженерия — биомедицинская технология, направленная на изменение, усовершенствование и создание новых биообъектов в целях медицинского применения[9]
- Биомедицинская инженерия
- Медицинская информатика